# Norridge
Norridge è un comune degli Stati Uniti d'America, situato nell'Illinois, nella contea di Cook. La località fa parte dell'area metropolitana di Chicago e in particolare si trova nella zona nord-ovest della metropoli.

## Amministrazione
| Sindaco              | Anni      |
| -------------------- | --------- |
| Karl Kuchar          | 1949–1951 |
| Joseph Sieb          | 1951–1998 |
| Earl J. Field        | 1998-2009 |
| Ronald A. Oppedisano | 2009-2013 |
| James Chmura         | 2013-2019 |
| Daniel Tannhauser    | 2019-oggi |